# David Kratochvíl
David Kratochvíl (23 de octubre de 2007) es un deportista checo que compite en natación adaptada. Ganó tres medallas en los Juegos Paralímpicos de París 2024.

## Palmarés internacional
| Juegos Paralímpicos | Juegos Paralímpicos | Juegos Paralímpicos | Juegos Paralímpicos |
| Año                 | Lugar               | Medalla             | Prueba              |
| ------------------- | ------------------- | ------------------- | ------------------- |
| 2024                | París (Francia)     | Medalla de oro      | 400 m libre S11     |
| 2024                | París (Francia)     | Medalla de plata    | 100 m espalda S11   |
| 2024                | París (Francia)     | Medalla de bronce   | 200 m estilos SM11  |